# Скоки (Иллинойс)
Ско́ки (англ. Skokie; /ˈskoʊki/) — деревня в округе Кук штата Иллинойс, США, расположенная вблизи к северной границей города Чикаго. Население Скоки по переписи 2020 года составляет 67 824 человека. Скоки находится примерно в 24 км к северу от центра Чикаго. Имя Скоки происходит от слова на языке потаватоми, означающего «болото». На протяжении многих лет Скоки позиционировал себя как «Самая большая деревня в мире». Улицы Скоки, как и во многих пригородах, во многом являются продолжением уличной сети Чикаго, а сама деревня обслуживается Управлением транспорта Чикаго, что еще больше укрепляет ее связь с городом.
Изначально деревня была коммуной, населённой немцами и люксембуржцами. Впоследствии в Скоки стали поселяться евреи; максимальный их приток пришёлся на период после Второй мировой войны. На пике своего развития в середине 1960-х годов 58% населения составляли евреи, что является самой большой долей среди всех пригородов Чикаго. Несмотря на то, что в последние годы их число снизилось, в Скоки до сих пор проживает много евреев (около 30% населения) и работает более дюжины синагог. Здесь находится Музей Холокоста и образовательный центр Иллинойса, открытый на северо-западе деревни в 2009 году.
Скоки дважды привлекал внимание всей страны в связи с судебными решениями, вынесенными Верховным судом США. В середине 1970-х годов против него был подан иск Национал-социалистической партией Америки, поддерживаемой Американским союзом гражданских свобод, которая пыталась организовать нацистский митинг в деревне, ссылаясь на первую поправку. В то время в Скоки проживало значительное количество людей, переживших Холокост. Скоки в конечном итоге проиграл это дело, хотя митинг так и не состоялся.
В Скоки были сняты такие фильмы, как Синоптик, Один дома 3 и Рискованный бизнес.